# Аарон Клуг
 Аарон Клуг (на английски: Aaron Klug) е британски биофизик с литовски произход, лауреат на Нобелова награда за химия от 1982 г. за разработването на кристалографската електронна микроскопия и структурното изясняване на биологически важни комплекси от протеини и нуклеинови киселини.

## Ранен живот и образование
Клуг е роден на 11 август 1926 г. в Желва, Литва в семейството на евреи. Семейството се премества в ЮАР, когато той е на две години.
След като завършва средното си образование там, той се записва да учи микробиология, но след това се преориентира към физиката и математиката, получавайки бакалавърска степен по наука от Уитуатерсрандския университет в Йоханесбург. Специализира в областта на физиката и получава магистърска степен от Кейптаунския университет. След като спечелва стипендия, той се премества в Англия, където завършва докторантурата си по физика в Тринити Колидж през 1953 г.

## Научна дейност
След като получава докторска степен, Клуг постъпва в колежа Биркбек към Лондонския университет в края на 1953 г. Там той започва да работи с биофизичката Розалинд Франклин в лабораторията на кристалографа Джон Дезмънд Бернал. Този опит възбужда у него доживотен интерес към изследване на вирусите и докато е там той прави открития относно структурата на вируса на тютюневата мозайка.
През 1962 г. се мести в новопостроената лаборатория по молекулярна биология към Съвета за медицински изследвания. През следващите години Клуг използва рентгенова кристалография, микроскопия и структурно моделиране, за да разработи кристалографска електронна микроскопия, при която поредица от двуизмерни изображения на кристали, направени от различни ъгли, се комбинират за постигането на триизмерни изображения на изследвания обект. Той изучава структурата на транспортната РНК и открива така наречените „цинкови пръсти“, както и нервните нишки при болестта на Алцхаймер. Пак през 1962 г. на Клуг е предложено да преподава в колежа Питърхаус. По-късно той се съгласява да преподава там, тъй като намира курсовете за интересни.
През 1982 г. е награден с Нобелова награда за химия, а през 1985 г. – с медал Копли. В периода 1986 – 1996 г. служи като директор на лабораторията по молекулярна биология в Кеймбридж. През 1988 г. е посветен в рицарство от Елизабет II.
В периода 1995-2000 г. е президент на Британското кралско научно дружество.

## Личен живот
Клуг се жени за Либе Бобров през 1948 г. Въпреки че е дискриминиран в ЮАР, той остава религиозен, а според Сидни Бренър, той става все по-религиозен с годините.